# Аргамджи (средний приток Калгуты)
Аргамджи — река в России, протекает в Кош-Агачском районе Республики Алтай на плато Укок. Правый приток реки Калгуты.

## Описание
Река длиной 10 км, истоки реки находятся на заболоченном плато. Направление течения — юго-западное. Река впадает в Калгуты на 27 километре её течения. Это единственный правый приток реки Калгуты из 4-х рек носящих название Аргамджи.

## Этимология
Название происходит от каз. аргамджи — волосяная веревка.